# 샤오얼징
샤오얼징 (중국어 간체자: 小儿经, 정체자: 小兒經, 병음: Xiǎo'érjīng, شِيَوْ عَر دٍ, 소아경)은 아랍 문자로 중국어(주로 란인어, 중위안어 및 둥베이어)의 발음을 나타내는 비공식 표음문자이다. 샤오얼진(중국어 간체자: 小儿锦, 정체자: 小兒錦, 병음: Xiǎo'érjǐn), 샤오징(중국어 간체자: 小经, 정체자: 小經, 병음: Xiǎo'jīng), 샤오징(중국어 간체자: 消经, 정체자: 消經, 병음: xiāo'jīng)이라고도 한다. 주로 중국 내의 무슬림인 후이족, 둥샹족, 살라르족의 자제에 대한 꾸란 교육에 쓰였다. 샤오얼징은 중국어 음을 표기하는 문자로서는 오래된 것에 속한다.
샤오얼징에 쓰이는 글자는 다른 아랍 문자를 쓰는 언어들과 마찬가지로 오른쪽에서 왼쪽으로 적는다. 그러나 장모음 이외의 모음 표기를 생략하는 아랍어와 달리 모든 모음을 명확하게 표기하는 점에서 위구르어 표기법과 비슷하다. 이것은 중국어에서는 모음에 의한 뜻의 변별이 중요하기 때문이다. 그러나 성조 표기는 생략한다.

## 명칭
샤오얼징은 규칙화된 표준 문자 시스템이 확립되어 있지 않고,명칭도 통일되어 있지 않다.
표제로 사용하고 있는 "샤오얼징"은 산시(陕东), 산시(山西), 허베이, 허난, 산둥(山东), 베이징, 톈진 및 둥베이 지방에서 일반적으로 사용되고 있는 명칭이며 ‘샤오징(小经 또는 消经)’이라고 줄여 부른다. 이에 반해 닝샤, 간쑤, 내몽골, 칭하이 및 중국 북서부에서는 샤오얼진이라고 하여 ‘샤오진(小锦)’으로 줄여 부른다. 또 둥샹족은 동향문(东鄕文) 혹은 회회문(回回文)으로, 살라르족에서는 살랍문(撒拉文)이라고 부른다. 또 중앙 아시아의 카자흐스탄, 키르기즈스탄 등에 거주하고 있는 둥간인(东干人) 사이에서는 1928년에 라틴 문자가 도입되기 이전, 샤오얼징과 비슷한 회문(回文)이란 문자체계를 쓰고 있었다.
화북 일대에서는 일반적으로 샤오얼징은 중국어에서 병음이나 주음이 도입되기 이전에 한자교육시 한자음을 나타내는 일종의 보조기호로 쓰였고 이것이 샤오얼징이란 명칭의 유래로 보인다. 샤오얼진은 샤오얼징에서 와전된 것이며 본래 ‘징(중국어 정체자: 經, 병음: jīng)’이라고 하는 자음이지만 중국 북서부에서는 운미의 ng과 n의 구별이 없고, 또 상성을 고평조로 발음하기 위해 ‘진(중국어 정체자: 錦, 병음: jǐn)’이 된 것으로 추정된다.

## 기원
7세기 중반 무렵에 이슬람교가 당시 중국 당나라로 전파되었고 거기에 따라 아랍어나 페르시아어를 모국어로 하는 민족이 유입되었다. 그리고 1세기정도 시간이 지나자 이들 아랍,페르시아계 민족은 중국인과 혼혈되어 현재의 후이족의 조상이 되었다. 이슬람교에서는 꾸란의 번역을 금지하고 있어 무슬림은 아랍어로 된 꾸란에 대한 이해가 요구되며 유소년기부터 모스크 등지에서 아랍어나 꾸란을 배우게 되었다. 당시 이슬람 세력이 강성했던 북서부에서는 한자교육이 일반적으로 진행되지 않고 꾸란 학습 과정에서 습득한 아랍 문자를 써서 중국어를 표기하게 되었다. 현재 샤오얼징의 가장 오래된 용례로는 시안의 청진사(淸眞寺, 중국에서 모스크를 가리킴)에 남아있는 비문이며, 아랍어로 꾸란 경전이 기록되는 것과 동시에 비석 아래쪽에 샤오얼징에 의한 비문과 청진사 건립에 기부를 한 인물의 명부가 기록되어 있다. 비문에는 이슬람력 740년, 즉 1339년 7월 9일부터 다음해 6월 26일간에 기록되었던 것으로 판명되었다.

## 사용 현황
샤오얼징은 경당문(经堂文)과 일상문(日常文)으로 나뉜다. 경당문은 모스크 내에서 학생과 울라마 사이의 간단한 문장에서 이용된 것이며, 많은 아랍어, 페르시아어계의 이슬람 경전의 전문 용어가 섞여 있어 한자는 전혀 쓰이지 않는다. 기술 방법도 비교적 체계화되어 있다.한편 일상문은 무슬림이 일상적 서간(书简)에서 사용한 것이며 쉬운 한자가 자주 섞여 있다. 또 글쓴이의 발음에 따라 글쓴이 자신의 아랍어, 페르시아어의 변형된 발음으로 적었기 때문에 일반적으로 외부인에게는 이해하기 쉽지 않다.
현대에는 중국 내륙도 경제 개방이 진행되고 있고 농촌 지역에서도 한자 교육이 보급되는 추세이므로 샤오얼징은 점차 쓰이지 않고 있다. 그러나 1980년대 중반부터 중국 내외의 학자들이 샤오얼징 연구를 진행하여 난징대학을 중심으로 북서부 지방 현지 조사를 통해 샤오얼징으로 쓰인 문서 수집을 실시하였다.그 결과 샤오얼징은 모스크에서 교육용도가 쇠퇴한 뒤에도 친척이나 친구 사이의 편지 교환등에 많이 쓰였던 것으로 밝혀졌다.
중앙 아시아의 중국계 둥간인도 1928년에 라틴 문자를 사용한 둥간어 표기법이 제정되고 1953년에는 키릴 문자로 바뀌면서 이들 문자에 의한 공교육이 실시됨으로 말미암아 샤오얼징은 거의 쓰이지 않게 되었다.

## 문자
샤오얼징에는 36개의 문자가 있어 그중의 4개는 모음 음소를 나타내고 있다. 구성은 아랍어로부터의 차용은 28개 문자, 페르시아어로부터의 차용이 4개 문자와 그 변체인 2개문자, 샤오얼징 독자의 문자가 4개 문자로 되어 있다.

### 자음
|    | 문자 | 어말, 어중, 어두 | 중국어발음 | 병음            | 아랍어 발음 | 페르시아어 발음 | 예                       | 주석 |
| -- | ---- | ---------------- | ---------- | --------------- | ----------- | --------------- | ------------------------ | --- |
| 1  |      |                  | ɑ,a        | a, a-, -a, -a-  | ʔ,aː,æː     | ʔ,ɔ,æ           | اَ（阿 ā）                | 모음 |
| 2  |      |                  | p,b-       | b-              | b           | b               | بَا（爸 bà）              | |
| 3  |      |                  | pʰ-        | p-              | 없음        | p               | پﹾ（婆 pó）              | 페르시아어에서 차용 |
| 4  |      |                  | tʰ-        | t-              | t           | t               | تَا（塔 tă）              | |
| 5  |      |                  | tɕʰ-, ɕ-   | q-, x-          | θ           | s               | ثِئ（些 xiē）             | 중국어의 단어를 나타낼 때는 발음이 변화한다                                                                                    |
| 6  |      |                  | tɕʰ-       | q-              | 없음        | 없음            | ﭤْﻮ（穷 qióng）           | 샤오얼징 독자의 문자 |
| 7  |      |                  | ʈʂ-        | zh-             | dʒ          | dʒ              | ﺟﹾ（这 zhè）             | 중국어의 단어를 나타낼 때는 발음이 변화한다                                                                                    |
| 8  |      |                  | ʈʂʰ-       | ch-             | 内          | ʧ               | ﭼﹾ（车 ché）             | 페르시아어에서 차용 |
| 9  |      |                  | x-         | h-              | ħ           | h               | ﺣﹾ（河 hé）              | 병음 -e, -ei, -en, -eng 운미 앞에서 사용                                                                                       |
| 10 |      |                  | x-         | h-              | x           | x               | ﺧﹸ（湖 hú）              | 병음 -u, -ua, -uai, -uan, -uang, -ui, -un, -uo 운미 앞에서 사용                                                                |
| 11 |      |                  | t,d-, tɕ-  | d-, j-          | d           | d               | دٍْ（钉 dīng）             | 일부 병음 j-를 나타내는 경우도 있다                                                                                            |
| 12 |      |                  | ʦ-         | z-              | ð           | z               | ذَىْ（在 zài）             | |
| 13 |      |                  | -ɹ         | -r              | r           | r               | لِر（粒儿 lìr）           | -er 음을 나타낸다 |
| 14 |      |                  | 없음       | 없음            | z           | z               | زَكَاة（구제세）           | 아랍어의 단어에 사용될 뿐이다                                                                                                  |
| 15 |      |                  | ʐ,ɻ-       | r-              | 없음        | ʒ               | ژﹾ（热 rè）              | 페르시아어에서 차용 |
| 16 |      |                  | s-, ɕ-     | s-, x-          | s           | s               | سٍ（信 xìn）              | 병음 s-, sh-의 일부를 나타내는 경우도 있다                                                                                     |
| 17 |      |                  | s-         | s-              | 없음        | 없음            | （思 sī）                | 샤오얼징 독자의 문자로 입성자만을 나타낸다                                                                                     |
| 18 |      |                  | ʂ-, ɕ-     | sh-, x-         | ʃ           | ʃ               | شِ（是 shì）              | 병음 x-를 나타내는 경우도 있다                                                                                                 |
| 19 |      |                  | s-         | s-              | sˁ,sˠ       | s               | صْ（色 sè）               | |
| 20 |      |                  | 없음       | 없음            | dˁ,ðˠ       | z               | الْضَّاد（아라비아의 세계） | 아랍어의 단어에서만 사용 |
| 21 |      |                  | ʦʰ-        | c-              | 없음        | 없음            | ڞْ（冊 cè）               | 샤오얼징 독자의 문자 |
| 22 |      |                  | ʦ-         | z-              | tˁ,tˠ       | t               | طٌ（遵 zūn）              | 중국어의 단어를 나타낼 때는 발음이 변화한다                                                                                    |
| 23 |      |                  | ʦ-         | z-              | ðˁ,ðˠ       | z               | ظْ（作 zuò）              | 중국어의 단어를 나타낼 때는 발음이 변화한다                                                                                    |
| 24 |      |                  | ə          | e, e-, -e, -e-  | ʕ           | ʔ               | ﻋﹶ（恶 è）               | 중국어에서는 모음, 아랍어와 페르시아어에서는 자음                                                                              |
| 25 |      |                  | 없음       | 없음            | ɣ,ʁ         | ɣ,q,ɢ,x         | غَبْن（사기죄）            | 아랍어의 단어에서만 사용 |
| 26 |      |                  | f-         | f-              | f           | f               | فِ（废 fèi）              | |
| 27 |      |                  | k,g-       | g-              | q           | q,ɢ             | قَ（箇 ge）               | 중국어의 단어를 나타낼 때는 발음이 변화한다                                                                                    |
| 28 |      |                  | 없음       | 없음            | k           | 없음            | كَلِمَة（잠언）             | 아랍어의 단어에서만 사용 |
| 28 |      |                  | kʰ-        | k-              | 없음        | k               | ﮎْ（可 kĕ）               | 페르시아어에서 차용 |
| 29 |      |                  | 없음       | 없음            | 없음        | g               | گنج（보물）              | 페르시아어에서 차용. 페르시아어 단어의 표기에만 사용                                                                           |
| 30 |      |                  | ŋ-, ɲ-     | ng-, gn-        | 없음        | 없음            | ﮜْﺎ（仰 ngăng）           | 샤오얼징 독자의 문자이지만 사용의 예는 드물다. 서북관화 가운데 닝샤와 내몽골에서의 ŋ- 및 간쑤와 칭하이에서의 ɲ-의 표기에 사용. |
| 31 |      |                  | l-         | l-              | l,lˁ        | l               | لِ（里 lǐ）               | |
| 32 |      |                  | m,n-       | m-, n-          | m           | m               | مِ（秘 mì）               | |
| 33 |      |                  | n-         | n-              | n           | n               | نِ（你 nĭ）               | |
| 34 |      |                  | x-         | h-              | h           | h,ɛ,æ           | هَا（哈 hā）              | 아랍어 단어에 많이 쓰여, 병음에서는 -a, -ai, -an, -ang, -ao 운미 앞에서 사용된다                                               |
| 35 |      |                  | u,ʊ        | wu, u-, -u, -u- | w,u:,y      | v,u,o,ow        | ءُ（无 wú）               | 모음 |
| 36 |      |                  | 없음       | 없음            | j,i:        | 없음            | يَوْم（심판일）            | 아랍어 단어에만 사용되는 모음                                                                                                  |
| 36 |      |                  | i,ɪ        | yi, i-, -i, -i- | 없음        | j,i,e           | يَا（呀 yā）              | 페르시아어에서 차용한 모음 |

### 모음
|    | 문자 | 중국어발음 | 병음     | 예              | 주석                             |
| -- | ---- | ---------- | -------- | --------------- | -------------------------------- |
| 1  | 혹은 | ɑ          | a        | اَ（阿 ā）       |                                  |
| 2  |      | -ɑ         | -a       | دَا（大 dà）     |                                  |
| 3  |      | iɑ         | ya       | يَا（呀 ya）     |                                  |
| 4  |      | -iɑ        | -ia      | كِا（家 jiā）    | 병음 j-, q-, x-, l-에만 접속     |
| 5  |      | uɑ         | wa       | وَ（娃 wá）      |                                  |
| 6  |      | -uɑ        | -ua      | قُوَ（刮 guā）    |                                  |
| 7  | 없음 | o          | o        | 없음            | 용례는 많지 않다                 |
| 8  | 없음 | uo,uɔ      | wo       | 없음            | 용례는 많지 않다                 |
| 9  |      | ə,ɤ        | e        | ﻋﹶ（恶 è）      |                                  |
| 10 | 혹   | -ə,ɤ       | -e       | دْ（德 dé）      |                                  |
| 11 |      | uə         | wo       | وْ（我 wǒ）      |                                  |
| 12 |      | -uə        | -uo      | قُوَع（国 guó）   |                                  |
| 13 |      | ɑɻ         | er       | عَر（儿 ér）     |                                  |
| 14 |      | -ɻ         | -r       | لِر（粒儿lìr）   | 儿(ér)음을 나타낸다              |
| 15 | 없음 | ɛ          | ê        | 없음            | 용례는 많지 않다                 |
| 16 |      | iɛ         | ye       | اِئ（耶 yē）     |                                  |
| 17 |      | -iɛ        | -ie      | كِئ（解 jiě）    |                                  |
| 18 |      | yɛ         | yue      | يُؤ（约 yuē）    |                                  |
| 19 |      | -yɛ        | -üe, -ue | كُؤ（决 jué）    | 병음 j-, q-, x-, l-, n-에만 접속 |
| 20 | 혹은 | i          | yi       | ءِ（意 yì）      |                                  |
| 21 |      | -i         | -i       | ﭼﹺ（其 qí）     |                                  |
| 22 |      | -ɩ         | -i       | ذِ（子 zǐ）      | 병음 z-, c-, s-에만 접속         |
| 23 |      | -ɩ˞        | -i       | ﺟﹺ（知 zhī）    | 병음 zh-, ch-, sh-, r-에만 접속  |
| 24 |      | aɪ         | ai       | اَىْ（爱 ài）     |                                  |
| 25 |      | -aɪ        | -ai      | كَىْ（凯 kǎi）    |                                  |
| 26 | 없음 | eɪ         | ei       | 없음            | 용례는 많지 않다                 |
| 27 | 혹은 | -eɪ        | -ei      | دِؤ（得 děi）    |                                  |
| 28 |      | uaɪ        | wai      | وَىْ（歪 wāi）    |                                  |
| 29 |      | -uaɪ       | -uai     | كُوَىْ（块 kuài）  |                                  |
| 30 |      | ueɪ        | wei      | وِ（为 wèi）     |                                  |
| 31 |      | -ueɪ       | -ui      | حُوِ（回 huí）    |                                  |
| 32 | 혹은 | u          | wu       | ءُ（无 wú）      |                                  |
| 33 | 혹은 | -u         | -u       | كُو（苦 kǔ）     |                                  |
| 34 |      | aʊ         | ao       | اَوْ（奥 ào）     |                                  |
| 35 |      | -aʊ        | -ao      | قَوْ（高 gāo）    |                                  |
| 36 |      | əʊ,ɤʊ      | ou       | عِوْ（偶 ǒu）     |                                  |
| 37 |      | -əʊ,ɤʊ     | -ou      | كِوْ（口 kŏu）    |                                  |
| 38 |      | iaʊ        | yao      | يَوْ（要 yào）    |                                  |
| 39 |      | -iaʊ       | -iao     | كِيَوْ（教 jiào）  |                                  |
| 40 |      | iəʊ,iɤʊ    | you      | يِوْ（有 yǒu）    |                                  |
| 41 |      | -iəʊ,iɤʊ   | -iu      | نِيِوْ（牛 niú）   |                                  |
| 42 |      | y          | yu       | ىُ（与 yǔ）      |                                  |
| 43 | 혹은 | -y         | -ü, -u   | نُوُ（女 nǚ）     | 병음 j-, q-, x-, l-, n-에만 접속 |
| 44 |      | an         | an       | ءًا（安 ān）     |                                  |
| 45 |      | -an        | -an      | دًا（但 dàn）    |                                  |
| 46 | 혹은 | ən         | en       | ءٌ（恩 ēn）      |                                  |
| 47 | 혹은 | -ən        | -en      | قٍ（根 gēn）     |                                  |
| 48 | 혹은 | in         | yin      | ءٍ（因 yīn）     |                                  |
| 49 |      | -in        | -in      | ٿٍ（勤 qín）     |                                  |
| 50 |      | yn         | yun      | ىٌ（孕 yùn）     |                                  |
| 51 |      | -yn        | -un      | کﹲ（均 jūn）    | 병음 j-, q-, x-에만 접속         |
| 52 |      | iɛn        | yan      | يًا（严 yán）    |                                  |
| 53 |      | -iɛn       | -ian     | لِيًا（练 liàn）  |                                  |
| 54 |      | uan,wan    | wan      | وًا（万 wàn）    |                                  |
| 55 |      | -uan       | -uan     | كُوًا（寛 kuān）  |                                  |
| 56 |      | yɛn        | yuan     | يُوًا（源 yuán）  |                                  |
| 57 |      | -yɛn       | -uan     | كُوًا（捐 juān）  | 병음 j-, q-, x-에만 접속         |
| 58 |      | uən,wən    | wen      | وٌ（问 wèn）     |                                  |
| 59 |      | -uən       | -un      | کﹲ（困 kùn）    |                                  |
| 60 |      | ɑŋ         | ang      | ءْا（昂 áng）    |                                  |
| 61 |      | -ɑŋ        | -ang     | قْا（刚 gāng）   |                                  |
| 62 | 없음 | əŋ         | eng      | 없음            | 용례는 많지 않다                 |
| 63 | 혹은 | -ɤŋ        | -eng     | قْع（更 gèng）   |                                  |
| 64 |      | iŋ         | ying     | ىٍْ（应 yīng）    |                                  |
| 65 |      | -iŋ        | -ing     | لٍْ（另 lìng）    |                                  |
| 66 |      | -ʊŋ        | -ong     | خْو（宏 hóng）   |                                  |
| 67 | 혹은 | yʊŋ        | yong     | يْو（用 yòng）   |                                  |
| 68 | 혹은 | -yʊŋ       | -iong    | ﭤْﻮ（窃 qióng）  | 병음 j-, q-, x-에만 접속         |
| 69 |      | iɑŋ        | yang     | يْا（羊 yáng）   |                                  |
| 70 |      | -iɑŋ       | -iang    | لِيْا（良 liáng） |                                  |
| 71 |      | uɑŋ,wɑŋ    | wang     | وْا（忘 wàng）   |                                  |
| 72 |      | -uɑŋ       | -uang    | كُوْا（况 kuàng） |                                  |
| 73 |      | uɤŋ,wɤŋ    | weng     | وْع（翁 wēng）   |                                  |

주:파란색의 점선으로 둘러싸인 것은 ()자음의 위치를 나타낸다.

아랍어와 페르시아어 단어의 모음은 상당하는 중국어의 발음을 나타낸다. 다만 장모음을 나타내어, 단모음은 나타내지 않는다.
아랍어의  기호는 아랍어, 페르시아어 단어에서는 생략 가능하지만, 중국어 단어의 경우는 생략할 수 없다. 예외로서 일상 사용하는 중국어 단어에서는  기호가 생략된다. 예를 들면："的", "和"를 협조하는 경우는 "دِ"과 " ﺣَ"이라고 표기해, 협조하지 않는 경우에는 "دْ"과 " ﺣْ"과 같이 표기한다. 다만 "د"이나 " ﺣ" 과 같이 표기하기도 한다.
이와 같이 -ŋ운미를 나타내는  기호는, 실제로는 , 혹은와 표기되기도 한다.
장모음 "-ā"을 나타내는 " ﺎ" 다음절의 중국어 단에 중에서는 단모음의 "ă"를 나타내는  기호가 사용되기도 한다.
샤오얼징은 현대의 병음같이, 단어마다 적어 구별한다.
아랍어의  기호를 중국어 단어로 사용하는 경우, 같은 문자가 2개 있다는 것을 나타내는 기능을 한다.
목표점 부호는 아랍어와 중국어의 두 종류가 혼용되고 있다.

## 예문
세계인권선언 제1조의 샤오얼징, 중국어 간체와 정체, 한어병음, 한국어 표기이다.
- 샤오얼징:
- 중국어 간체:“人人生而自由，在尊严和权利上一律平等。他们赋有理性和良心，并应以兄弟关系的精神互相对待。”
- 중국어 정체:「人人生而自由，在尊嚴和權利上一律平等。他們賦有理性和良心，並應以兄弟關係的精神互相對待。」
- 한어 병음: "Rénrén shēng ér zìyóu, zài zūnyán hé quánlì shàng yílǜ píngděng. Tāmen fù yǒu lǐxìng hé liángxīn, bìng yīng yǐ xiōngdiguānxì de jīngshén hùxiāng duìdài."
- 한국어: "모든 인간은 태어날 때부터 자유로우며 그 존엄과 권리에서 동등하다. 인간은 천부적으로 이성과 양심을 부여받았으며 서로 형제애의 정신으로 행동하여야 한다. "

## 같이 보기
- 알하미아도-영문 표기를 하기 위해 사용되는 아랍 및 히브리 문자